# 室女座CS
室女座CS，又名BD-18 3789，HD 125248、SAO 158481、HR 5355，是室女座的一颗恒星，视星等为5.9，位于銀經330.06，銀緯39.52，其B1900.0坐标为赤經14h 13m 6.3s，赤緯-18° 39.52′ 11″。